# Ion Cristoreanu
Ion Cristoreanu (n. 9 noiembrie 1925, Tritenii de jos, județul Cluj – d. 22 iulie 1995, București) a fost un cântăreț român de muzică populară.

## Biografie
S-a născut la data de 9 noiembrie 1925 în localitatea Tritenii de jos, județul Cluj.
Anii copilăriei i-a  petrecut în satul natal, unde a urmat școala primară. Studiile liceale le continuă la Aiud și Turda.
După terminarea studiilor, și-a satisfăcut stagiul militar la Timișoara, unde, timp de doi ani a fost interpret de muzică clasică la Opera română din Timișoara.
A plecat la București și la 15 decembrie 1949  devine solist vocal la Ansamblul „Ciocârlia”, împreună cu care a participat la foarte multe turnee, atât în țară, cât și în străinătate, și unde activează până în 1988. O perioadă a fost angajat și al Orchestrei „Barbu Lăutaru” a Filarmonicii de Stat.
Unul dintre cele mai importante turnee la care a participat, împreună cu Angela Moldovan, a fost cel prilejuit de Festivalul Mondial al Tineretului de la Moscova în 1957, unde a fost premiat cu medalia de aur.
De-a lungul carierei, a interpretat și înregistrat la radio, televiziune și casa de discuri Electrecord, zeci de doine și jocuri din Câmpia Transilvaniei și din Banat.
A colaborat cu orchestre conduse de mari dirijori, precum Ionel Budișteanu, Radu Voinescu, Constantin Arvinte, George Vancu, Victor Predescu sau Paraschiv Oprea.
A fost solicitat să colaboreze cu foarte multe orchestre din țară, între care Orchestra de muzică populară a Filarmonicii de Stat Transilvania din Cluj-Napoca, unde i-a avut colegi pe Maria Marcu, Dumitru Sopon, Felician Fărcașu, Ilie Muțiu etc.
S-a pensionat la cerere la 16 aprilie 1986, dar n-a contenit să-și poarte cântecele mai departe spre sufletele celor ce știu să asculte.
A fost căsătorit cu actrița Valeria Matei Cristoreanu (mult timp crainică la Radio București), cu care are o fiică, Ioana, profesoară de engleză la un liceu teoretic din București.

## Decesul
Moare la data de 22 iulie 1995, la București, în urma unei boli cumplite.

## Distincții
- Ordinul Muncii clasa a III-a (12 decembrie 1957) „pentru merite deosebite în muncă”[1]
- Ordinul „Meritul Cultural” clasa a III-a (19 decembrie 1967) „cu prilejul împlinirii a 20 de ani de la înființarea ansamblului de cîntece și dansuri «Ciocîrlia» al Ministerului Afacerilor Interne, [...] pentru merite deosebite și îndelungată activitate artistică”[2]